# جی.دی. اورمور
جی. دی. اِوِرمور (انگلیسی: J.D. Evermore؛ زادهٔ ۵ نوامبر ۱۹۶۸) بازیگر اهل ایالات متحده آمریکا است. وی از سال ۱۹۹۶ میلادی تاکنون مشغول فعالیت بوده‌است.
از فیلم‌ها یا برنامه‌های تلویزیونی که وی در آن نقش داشته است، می‌توان به ۵۱، جنگوی زنجیرگسسته، پسر روزنامه فروش، ۱۲ سال بردگی، طرح، وحشی، ملت ترور، جایی که قلب آنجاست، خون شریر، گوشت مناسب و کارآگاه حقیقی اشاره کرد.